# Bosc Comunal de Sant Pere dels Forcats
El Bosc Comunal de Sant Pere dels Forcats és un bosc del terme comunal de Sant Pere dels Forcats, a la comarca del Conflent, de la Catalunya del Nord que penetra dins del terme veí d'Eina, de l'Alta Cerdanya.
Està situat a la zona central - meridional del terme comunal de Sant Pere dels Forcats, al sud-est del Pla de Cambra d'Ase i de l'estació d'esquí existent en aquest lloc; en tot el sector occidental del bosc es troben els telesquís de l'estació d'esquí, i el bosc mateix és inclòs en la zona esquiable, si bé majoritàriament fora de les pistes.
El bosc està sotmès a una explotació gestionada per la comuna de Sant Pere dels Forcats, atès que es bosc és propietat comunal. Té el codi F16295S dins de l'ONF (Office national des forêts).